# Recess appointment
Nos Estados Unidos, Recess appointment é um ato em que o presidente nomeia alguém para um cargo público quando o Senado está em recesso. De acordo com a Appointments Clause da Constituição dos Estados Unidos, o presidente tem o poder de indicar, com o conselho e consentimento (confirmação) do Senado, os ocupantes de cargos de alto nível em departamentos, agências, conselhos e comissões na esfera federal. Um recess appointment, de acordo com o Artigo Segundo, Seção 2, Cláusula 3 da Constituição é um método alternativo para nomear oficiais, que permite que cargos em vacância sejam ocupados para manter a continuidade da administração governamental através do preenchimento temporário destes enquanto o Senado não está ativo.
Em algumas ocasiões, de forma controversa, esse poder foi utilizado pelos presidentes para instalar temporariamente indicados impopulares para um determinado cargo, ignorando o papel do Senado no processo de confirmação, e, por isso, o Senado tem tomado medidas de tempos em tempos para evitar que um presidente realizasse recess appointments.
Um recess appointment precisa ser confirmado pelo Senado até o fim da próxima série de seções do congresso para que a nomeação não perca a validade. De forma prática, isso significa que um recess appointment deve ser aprovado até o fim do ano seguinte a ele, portanto, pode durar por quase dois anos.